# La Romagne
|  | Per a altres significats, vegeu «La Romagne (Ardenes)». |

La Romagne és un comú francès al departament de Maine i Loira (regió de País del Loira). L'any 2007 tenia 1.673 habitants. Comú angeví de Mauges, La Romagne es troba al sud-est de Roussay, a la carretera D 753, Tiffauges - La Séguinière.

## Geografia
Els comuns més propers, en línia recta, són Roussay (5 km), Saint-André-de-la-Marche (5 km), Le Longeron (6 km), La Séguinière (6 km), Saint-Christophe-du-Bois (7 km), La Renaudière (7 km), Saint-Macaire-en-Mauges (7 km), Torfou (8 km) i Saint-Aubin-des-Ormeaux (8 km)2.
El seu territori es troba en un altiplà, inclinat cap al riu La Moine que travessa la població pel límit nord-est. Es troba a la unitat paisatgística de l'altiplà des Mauges.

El clima que caracteritza la població va ser qualificat, l'any 2010, de “clima oceànic alterat”, segons la tipologia de climes a França, que aleshores tenia vuit tipus principals de climes a la França metropolitana. L'any 2020 la ciutat consta amb el mateix tipus de clima en la classificació establerta per Météo-France, que ara només contempla, a primera vista, cinc classes principals de climes a la França metropolitana. És una zona de transició entre el clima oceànic, el clima de muntanya i el clima semicontinental. Les diferències de temperatura entre l'hivern i l'estiu augmenten amb la distància del mar. Les precipitacions són més baixes que a la vora del mar, llevat prop dels turons.
Els paràmetres climàtics que van permetre establir la tipologia 2010 inclouen sis variables de temperatura i vuit de precipitació, els valors de les quals corresponen a la normalitat 1971-2000. Les set variables principals que caracteritzen el comú es presenten al següent quadre:
| Paràmetres climàtics comunals durant el període 1971-20005 - Temperatura mitjana anual: 11,7 °C - Nombre de dies amb temperatura inferior a -5 °C: 1,7 d - Nombre de dies amb temperatura superior a 30 °C: 4,3 dies - Amplitud tèrmica anual: 14 °C - Precipitació total anual: 773 mm - Nombre de dies de precipitació al gener: 12,2 dies - Nombre de dies de precipitació al juliol: 6,2 dies |

Amb el canvi climàtic, aquestes variables han anat evolucionant. Un estudi realitzat l'any 2014 per la Direcció General d'Energia i Clima complementat amb estudis regionals prediu que la temperatura mitjana hauria d'augmentar i la pluviometria mitjana baixarà, encara que amb fortes variacions regionals. Aquests canvis es poden observar a l'estació meteorològica de Météo-France més propera, "Begrolles", al municipi de Bégrolles-en-Mauges, que entrà en servei l'any 1950 i que es troba a 11 km en línia recta, on la temperatura mitjana anual és d'11,8 °C i la quantitat de precipitació fou de 861,3 mm per al període 1981-2010.A l'estació meteorològica històrica més propera, «Nantes-Bouguenais», al comú de Bouguenais, al departament del Loira Atlàntic, que entrà en funcionament l'any 1945 i a 47 km, la temperatura mitjana anual varia 12,2 °C durant el període 1971-2000, a 12,5 °C per a 1981-2010, després a 12,7 °C per a 1991-2020

## Demografia

### Població
El 2007 la població de fet de La Romagne era de 1.673 persones. Hi havia 673 famílies de les quals 166 eren unipersonals (81 homes vivint sols i 85 dones vivint soles), 225 parelles sense fills, 255 parelles amb fills i 27 famílies monoparentals amb fills.
La població ha evolucionat segons el següent gràfic:

### Habitatges
El 2007 hi havia 709 habitatges, 672 eren l'habitatge principal de la família, 8 eren segones residències i 29 estaven desocupats. 653 eren cases i 35 eren apartaments. Dels 672 habitatges principals, 514 estaven ocupats pels seus propietaris, 155 estaven llogats i ocupats pels llogaters i 3 estaven cedits a títol gratuït; 4 tenien una cambra, 41 en tenien dues, 75 en tenien tres, 169 en tenien quatre i 382 en tenien cinc o més. 535 habitatges disposaven pel capbaix d'una plaça de pàrquing. A 245 habitatges hi havia un automòbil i a 372 n'hi havia dos o més.

### Piràmide de població
La piràmide de població per edats i sexe el 2009 era:
| Homes | Edats   | Dones |
| ----- | ------- | ----- |
| 0     | 95 o +  | 0     |
| 0     | 90 a 94 | 0     |
| 0     | 85 a 89 | 8     |
| 8     | 80 a 84 | 4     |
| 24    | 75 a 79 | 24    |
| 28    | 70 a 74 | 36    |
| 40    | 65 a 69 | 36    |
| 40    | 60 a 64 | 28    |
| 36    | 55 a 59 | 32    |
| 52    | 50 a 54 | 36    |
| 52    | 45 a 49 | 52    |
| 76    | 40 a 44 | 36    |
| 64    | 35 a 39 | 80    |
| 48    | 30 a 34 | 60    |
| 52    | 25 a 29 | 68    |
| 36    | 20 a 24 | 28    |
| 80    | 15 a 19 | 64    |
| 72    | 10 a 14 | 64    |
| 64    | 5 a 9   | 48    |
| 44    | 0 a 4   | 44    |

## Economia
El 2007 la població en edat de treballar era de 1.112 persones, 884 eren actives i 228 eren inactives. De les 884 persones actives 832 estaven ocupades (440 homes i 392 dones) i 52 estaven aturades (27 homes i 25 dones). De les 228 persones inactives 105 estaven jubilades, 76 estaven estudiant i 47 estaven classificades com a «altres inactius».

### Ingressos
El 2009 a La Romagne hi havia 682 unitats fiscals que integraven 1.775,5 persones, la mediana anual d'ingressos fiscals per persona era de 17.546 €.

### Activitats econòmiques
Dels 73 establiments que hi havia el 2007, 1 era d'una empresa extractiva, 1 d'una empresa alimentària, 1 d'una empresa de fabricació de material elèctric, 8 d'empreses de fabricació d'altres productes industrials, 18 d'empreses de construcció, 12 d'empreses de comerç i reparació d'automòbils, 3 d'empreses de transport, 3 d'empreses d'hostatgeria i restauració, 1 d'una empresa d'informació i comunicació, 2 d'empreses financeres, 5 d'empreses immobiliàries, 7 d'empreses de serveis, 5 d'entitats de l'administració pública i 6 d'empreses classificades com a «altres activitats de serveis».
Dels 23 establiments de servei als particulars que hi havia el 2009, 1 era una oficina d'administració d'Hisenda pública, 1 oficina de correu, 1 taller de reparació d'automòbils i de material agrícola, 1 autoescola, 1 paleta, 2 guixaires pintors, 4 fusteries, 3 lampisteries, 2 electricistes, 1 empresa de construcció, 3 perruqueries, 1 veterinari, 1 restaurant i 1 agència immobiliària.
Dels 3 establiments comercials que hi havia el 2009, 1 era una botiga de més de 120 m², 1 una fleca i 1 una botiga de mobles.
L'any 2000 a La Romagne hi havia 32 explotacions agrícoles que ocupaven un total de 1.072 hectàrees.

## Equipaments sanitaris i escolars
L'únic equipament sanitari que hi havia el 2009 era una farmàcia.
El 2009 hi havia una escola elemental.

## Poblacions properes
El següent diagrama mostra les poblacions més properes.